# Osmia chalybea
Osmia chalybea är en biart som beskrevs av Smith 1853. Den ingår i släktet murarbin och familjen buksamlarbin. Inga underarter finns listade i Catalogue of Life.

## Beskrivning
Osmia chalybea är ett mörktblått bi med gles, vit behåring som är mycket kort på honans bakkropp, något rikligare hos hanen, där den kan forma otydliga band längs bakkanterna på tergit 4 och 5. Honan har dock svart behåring på labrum. Bukens scopa är även den svart. Vingarna är tydligt rökfärgade. Kroppslängden är 14 till 15 mm hos honan, 10 till 11  mm hos hanen.

## Utbredning
Utbredningsområdet sträcker sig från North Carolina till Florida i söder och Texas i sydväst. Fynd har också gjorts i New York och New Jersey.

## Ekologi
Arten är polylektisk, den besöker blommor från olika familjer, som korgblommiga växter (tistlar), johannesörtsväxter (johannesörter), malvaväxter (Iliamna-släktet), ljungväxter (odonsläktet) och brakvedsväxter (släktet Ceanothus). Flygtiden varar från mars till maj.

### Fortplantning
Osmia chalybea är ett solitärt bi som alla buksamlarbin, honan svarar själv för vården av avkomman och bygger ensam larvbona. Dessa inrättas i gångar i olika håligheter som kläs med en massa bestående av söndertuggat växtmaterial och jord. Varje bo kan som mest rymma 11-12 larvceller, liggande på rad. Varje cell rymmer ett ägg och en klump pollen blandad med nektar, avsedd som näring åt larven.
Artens bon parasiteras av kleptoparasiten Stelis ater, ett pansarbi. Detta bis honor uppsöker O. chalybea-bon, och lägger sina ägg i larvcellerna. Dess larv dödar värdlarven och lever sedan av den insamlade födan. O. chalybea-larven kan även parasiteras av finglansstekeln Melittobia digitata, som lägger sitt ägg i värdlarven, där den lever av vävnaderna och slutligen dödar värdlarven. En tredje fiende är det kleptoparasitiska kvalstret Chaetodactylus rozeni som, precis som S. ater, dödar värdlarven för att kunna leva av den insamlade födan.